# 基耶古姆斯

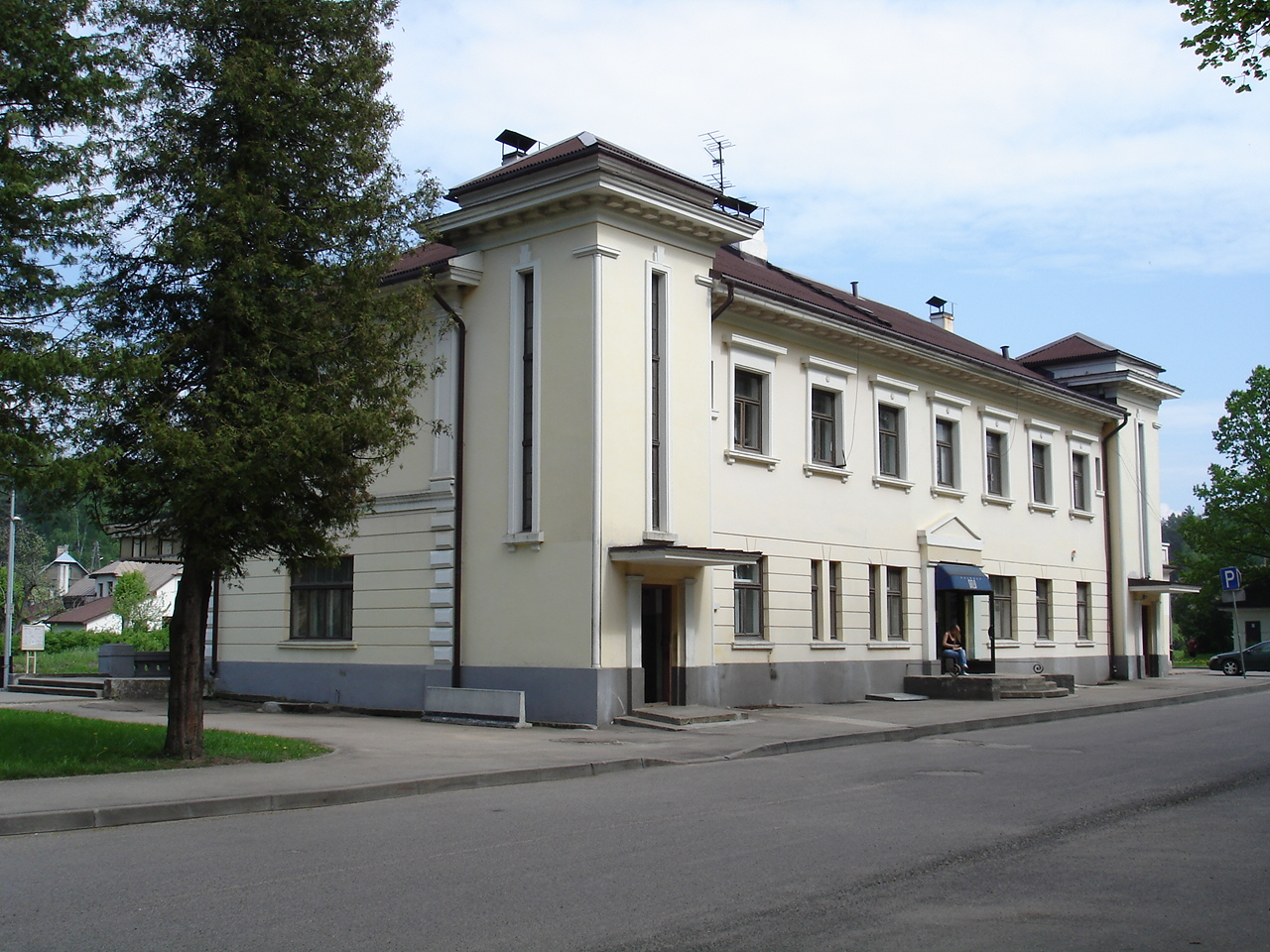
基耶古姆斯火车站

基耶古姆斯是拉脫維亞奧格雷市鎮内的城鎮，位於該國中部道加瓦河右岸，距離首都里加45公里，始建於1936年，面積6.88平方公里，2021年人口数量为2,103人。